# Stazione di Ratisbona Centrale
La stazione di Ratisbona Centrale (in tedesco Regensburg Hbf) è la principale stazione ferroviaria della città tedesca di Ratisbona.